# Mehisti Hanim
Mehisti Hanım (turco ottomano: مہستی خانم, lett. "presenza della luna" o "desiderio della luna"; nota anche come Mehisti Kadın e nata Atiye Akalsba; Adapazari, 27 gennaio 1892 – Londra, 1964) è stata la terza consorte del califfo ottomano Abdülmecid II.

## Biografia
Mehisti Hanim nacque come Atiye Hanim Akalsba il 27 gennaio 1892, a Adapazari. Di origini abcase, era figlia del nobile Acimaf Akalsba e di sua moglie Safiye Hanim. Aveva un fratello, Fazil Bey, e due sorelle, Mihridil Hanim e Mihrivefa Hanim.
Nel 1895, a tre anni, venne mandata alla corte ottomana di Palazzo Yildiz insieme alle sorelle, dove prese il nome di Mehisti. A un certo punto, si unì alla corte del futuro califfo Abdülmecid II.
Venne descritta come una bella donna, con occhi blu e lunghi capelli castani.
Sposò Abdülmecid il 26 aprile 1912 a Palazzo Bağlarbaşı, divenendo la sua terza consorte. Mehisti e Abdülmecid ebbero una figlia, Hatice Hayriye Ayşe Dürrüşehvar Sultan.
Nel 1922 il sultanato fu abolito e suo marito fu scelto per ricoprire la carica religiosa simbolica di califfo, tuttavia due anni dopo anche questa fu abolita e nel marzo 1924 l'intera dinastia ottomana fu esiliata. Abdülmecid II, le sue consorti e i suoi due figli, Şehzade Ömer Faruk con la sua famiglia e Dürrüşehvar Sultan, vissero prima in Svizzera e poi a Nizza. 
Nel 1931, Abdülmecid, in ristrettezze economiche a causa dell'esilio, combinò il matrimonio fra Dürrüşehvar Sultan e il principe indiano Azam Jah, figlio del Nizam di Hyderabad Osman Ali Khan Asif Jah VII, uno degli uomini più ricchi del mondo. Il matrimonio fu celebrato il 12 novembre 1931, insieme a quello fra Nilüfer Hanimsultan, cugina di Dürrüşehvar, e il fratello minore di Azam, Moazzam Jah. Dürrüşehvar si trasferì quindi in India, portando con sé la madre. Tornarono entrambe in Europa dopo il divorzio di Dürrüşehvar negli anni '40.
Neslişah Sultan, nipote di Abdülmecid II tramite il figlio Faruk, scrisse che, prima delle nozze di sua figlia, Mehisti mengiava alla seconda tavola con la seconda e la quarta consorte di Abdülmecid, ovvero Hayrünnisa Hanim e Bihruz Hanim, le segretarie Behruze e Ofelya e le Kalfa (serve), ma dopo le nozze le fu permesso sedere alla prima tavola con Abdülmecid, la prima consorte Şehsuvar, suo padre Şehzade Ömer Faruk, sua madre Sabiha Sultan e lei stessa con le due sorelle minori. 
Mehisti era una buona violinista, e a volte si esibiva per suo marito insieme a Şehsuvar Hanim al primo violino e Hayrünnisa Hanim al violoncello, mentre Abdulhamid suonava il pianoforte.
Fu anche ritratta in un dipinto da suo marito, datato 1915, dove è individuata nella donna a sinistra, con indosso un abito verde acqua. 
Mehisti rimase vedova nel 1944. Continuò a vivere in Europa con la figlia e morì a Londra nel 1964. Venne sepolta nel cimitero di Brookwood. Sua figlia Dürrüşehvar, morta nel 2006, fu sepolta accanto a lei.

## Discendenza
Da Abdülmecid II, Mehisti Hanim ebbe una figlia:
- Hatice Hayriye Ayşe Dürrüşehvar Sultan (26 gennaio 1914 - 7 febbraio 2006). Sposò il principe indiano Azam Jah di Hyderabad ed ebbe due figli.